# Step Back in Time
Singles de Kylie Minogue
Better the Devil You Know
(1990) What Do I Have to Do
(1991)
Clip vidéo
[vidéo] « Step Back in Time », sur YouTube
Step Back in Time est une chanson de l'actrice et chanteuse australienne Kylie Minogue incluse dans son troisième album studio, intitulé Rhythm of Love et sorti au Royaume-Uni le 12 novembre 1990.
Le 22 octobre 1990, trois semaines avant la sortie de l'album, la chanson a été publiée en single. C'était le deuxième single tiré de cet album (après Better the Devil You Know paru en avril).
Le single a débuté à la 9e place et ensuite passé une semaine à la 4e et une semaine à la 8e place du hit-parade britannique.

## Composition
La chanson est écrite et produite par Mike Stock, Matt Aitken et Pete Waterman.